# Bruno Landi (kunstenaar)
Bruno Landi (Rome, 1941) is een Italiaans beeldend kunstenaar.
Hij heeft op de Academie di Belle Arti in Rome gestudeerd. Van 1965 tot 1975 verbleef hij in Parijs, waar hij beïnvloed werd door het impressionisme en interesse kreeg voor het werk van Picasso en Modigliani. 
Na zijn terugkeer in Rome, heeft hij zich toegewijd aan onder andere het beeldhouwen van paarden, nimfen en klassieke borstbeelden. 
Bruno Landi heeft geëxposeerd in Italië en in het buitenland onder andere:
Galleria d’arte La Gradiva - Roma, Sant Ambrous - Milano, Bussiere - Parigi, The Circle - New York, Galerie Internationale - Los Angeles, Tahar Hadad - Tunisi en vele andere.